# Gran Premio di Singapore 2019
Il Gran Premio di Singapore 2019 è stata la quindicesima prova della stagione 2019 del campionato mondiale di Formula 1. La gara si è corsa domenica 22 settembre 2019 sul circuito di Marina Bay ed è stata vinta dal tedesco Sebastian Vettel su Ferrari, al suo cinquantatreesimo ed ultimo successo nel mondiale. Il tedesco ha preceduto all'arrivo il suo compagno di squadra, il monegasco Charles Leclerc, e l'olandese Max Verstappen su Red Bull Racing-Honda.

## Vigilia

### Sviluppi futuri
La Williams si accorda con la Mercedes per prolungare l'accordo di fornitura delle power unit tedesche fino al 2025. La Mercedes motorizza la casa britannica dal 2014, periodo nel quale la Williams ha ottenuto una pole position, 2 giri veloci e 15 podi.
La Haas conferma, quali piloti titolari, per la stagione 2020, Romain Grosjean e Kevin Magnussen, attuali piloti della scuderia. Robert Kubica annuncia, invece, che a fine stagione lascerà la Williams.

### Aspetti tecnici
Per questa gara la Pirelli, fornitrice unica degli pneumatici, porta pneumatici di mescola C3, C4 e C5, le tre più morbide tra quelle disponibili.
Rispetto alle edizioni precedenti, la FIA stabilisce tre zone ove i piloti possono attivare il Drag Reduction System: la prima zona è posta sul Raffles Boulevard, il tratto compreso tra la curva 5 e la curva 7, con punto per la determinazione del distacco fra piloti stabilito all'uscita della curva 4; la seconda zona, introdotta da questa edizione al fine di favorire i sorpassi, è stabilita tra la curva 13 e la curva 14, con detection point indicato prima della curva 13; infine la terza zona è fissata sul rettilineo dei box, e detection point indicato prima della curva 22.

### Aspetti sportivi
Da questa gara e fino al termine della stagione, la Haas viene iscritta ai gran premi con il solo nome di "Haas F1 Team", senza il title sponsor Rich Energy, in quanto, dopo la gara precedente, la scuderia statunitense rompe l'accordo di sponsorizzazione con la bevanda energetica. La livrea della vettura non subisce cambiamenti. La Rich Energy, già dal Gran Premio di Gran Bretagna, aveva annunciato la volontà di abbandonare il sostegno alla scuderia, in forza degli scarsi risultati sportivi. Successivamente tale dichiarazione era stata smentita dalla società stessa, per cui lo sponsor è rimasto sulle livree delle vetture statunitensi fino al Gran Premio d'Italia.
La Federazione Internazionale dell'Automobile indica l'ex pilota di Formula 1 Mika Salo come commissario aggiunto per la gara. Il finlandese ha già svolto in passato tale funzione, l'ultima al Gran Premio di Monaco.

## Prove

### Resoconto
Max Verstappen su Red Bull Racing ha ottenuto il miglior tempo nella prima sessione di prove libere. L'olandese ha preceduto Sebastian Vettel, per meno di due decimi. Il ferrarista, che nella prima parte della sessione aveva utilizzato la vettura nella conformazione aerodinamica tradizionale, è passato poi a provare le nuove soluzioni, fino a quel momento testate dal compagno di scuderia Charles Leclerc. Il monegasco, a sua volta, ha dovuto interrompere le prove, dopo circa mezz'ora dall'inizio, per un problema al cambio.
Ha chiuso con il terzo tempo Lewis Hamilton, a sette decimi dal tempo di Verstappen; sulla sua vettura però sono state montate le gomme di mescola più dura, confermando così la concorrenzialità della Mercedes. Valtteri Bottas, compagno di scuderia di Hamilton, è finito a muro alla curva 19. Nell'impatto la monoposto ha subito il danneggiamento della sospensione anteriore sinistra. La sessione è stata anche interrotta con bandiera rossa. Il finlandese ha chiuso, comunque, facendo segnare il quarto tempo, davanti ad Alexander Albon, Nico Hülkenberg e Carlos Sainz Jr.. Lo spagnolo è stato protagonista di un'incomprensione in pista con Hamilton, con i due che hanno sfiorato il tamponamento. Nel corso della sessione la perdita di energia elettrica presso il box dell'Alfa Romeo non permette alla scuderia elvetica di utilizzare la telemetria.
Al termine della prima sessione la Mercedes è stata multata di 5 000 €, in quanto la benzina caricata sulla vettura di Hamilton era più fredda, rispetto alla temperatura dell'aria di 11 °C, cosa non prevista dal regolamento.
Lewis Hamilton si è portato al comando della graduatoria dei tempi, nella seconda sessione. Il britannico ha ottenuto un tempo di circa un decimo più alto di quanto fatto segnare nell'analoga sessione dell'anno precedente. Al secondo posto si è classificato Verstappen, staccato di 184 millesimi. La vettura anglo-austriaca si è comunque dimostrata molto competitiva anche nella simulazione di gara. Sebastian Vettel è terzo, staccato di otto decimi, mentre tutti gli altri piloti sono a più di un secondo di distanza dal tempo di Hamilton.
Bottas è quarto, davanti ad Albon (che ha anche toccato il muro con la sua vettura), mentre Leclerc è sesto. Il pilota della Ferrari ha perso i primi venti minuti della sessione, per la necessità dei tecnici del suo team di completare i lavori per la sostituzione della trasmissione, danneggiata nel corso della prima sessione. Sergio Pérez ha subito una reprimenda da parte dei commissari per essere stato ritenuto responsabile di un incidente di Kevin Magnussen che, per evitare l'impatto con la vettura del messicano, è terminato contro il muretto.
Il più veloce della terza sessione è il ferrarista Charles Leclerc, che precede di due decimi Lewis Hamilton, autore anche di un testacoda, poi penalizzato dal traffico, nel suo giro migliore. Al terzo posto ha concluso l'altro pilota della Ferrari, Vettel, che chiude con un tempo di sei decimi più lento di quello del compagno di team.
Bottas è ancora quarto, molto vicino a Vettel, che ha preceduto le due Red Bull Racing, staccate di oltre un secondo dal tempo di Leclerc. Ha scontato dei problemi con il DRS Carlos Sainz Jr., che ha comunque ottenuto il settimo tempo. Sergio Pérez ha toccato il muro con la sua Racing Point alla curva 22, distruggendo la sospensione posteriore destra, e danneggiando il cambio. Non ha tempi validi per la sessione Daniil Kvjat, che è stato richiamato ai box per una perdita d'olio dalla sua power unit.
Pérez, al termine delle libere, è costretto alla sostituzione del cambio. Ciò comporta una penalizzazione di cinque posizioni sulla griglia di partenza.

### Risultati
Nella prima sessione del venerdì si è avuta questa situazione:
| Pos | Nº | Pilota           | Costruttore           | Tempo    | Gap    | Giri |
| --- | -- | ---------------- | --------------------- | -------- | ------ | ---- |
| 1   | 33 | Max Verstappen   | Red Bull Racing-Honda | 1'40"259 |        | 22   |
| 2   | 5  | Sebastian Vettel | Ferrari               | 1'40"426 | +0"167 | 23   |
| 3   | 44 | Lewis Hamilton   | Mercedes              | 1'40"925 | +0"666 | 26   |

Nella seconda sessione del venerdì si è avuta questa situazione:
| Pos | Nº | Pilota           | Costruttore           | Tempo    | Gap    | Giri |
| --- | -- | ---------------- | --------------------- | -------- | ------ | ---- |
| 1   | 44 | Lewis Hamilton   | Mercedes              | 1'38"773 |        | 29   |
| 2   | 33 | Max Verstappen   | Red Bull Racing-Honda | 1'38"957 | +0"184 | 29   |
| 3   | 5  | Sebastian Vettel | Ferrari               | 1'39"591 | +0"818 | 31   |

Nella sessione del sabato si è avuta questa situazione:
| Pos | Nº | Pilota           | Costruttore | Tempo    | Gap    | Giri |
| --- | -- | ---------------- | ----------- | -------- | ------ | ---- |
| 1   | 16 | Charles Leclerc  | Ferrari     | 1'38"192 |        | 15   |
| 2   | 44 | Lewis Hamilton   | Mercedes    | 1'38'399 | +0"207 | 15   |
| 3   | 5  | Sebastian Vettel | Ferrari     | 1'38"811 | +0"619 | 13   |

## Qualifiche

### Resoconto
All'inizio della sessione di qualifica Carlos Sainz Jr. si lamenta di una perdita di potenza della sua power unit. I primi piloti a fare segnare dei tempi sono i due dell'Alfa Romeo. Tra i piloti delle scuderie più competitive, il primo a scalare la classifica è Valtteri Bottas, che ottiene 1'38"623, con gomme a mescola media. Il tempo è battuto da Charles Leclerc, che con gomme a mescola morbida, ottiene 1'38"014. Max Verstappen si pone fra i due, così come Lewis Hamilton, che prende la quarta posizione.
Risolti i problemi tecnici, Sainz Jr. si pone al quinto posto, a otto decimi di distacco da Leclerc, davanti a Sebastian Vettel, Pierre Gasly e Alexander Albon. Vettel migliora il suo tempo, portandosi a due decimi dal tempo di Leclerc, così come le due Renault che si pongono subito fuori dalla top ten, con Daniel Ricciardo davanti a Nico Hülkenberg.
Dopo un primo tentativo con gomme medie, le Mercedes riescono in pista, a cinque minuti dal termine della sessione, montando gomme morbide. Bottas segna il miglior tempo (1'37"317), mentre Hamilton prende la seconda posizione, a 248 millesimi dal compagno di scuderia. Romain Grosjean si migliora, ma resta fuori dalla zona dei qualificati, mentre il miglioramento dell'altro pilota della Haas, Kevin Magnussen, lo pone al dodicesimo posto. Hülkenberg rimonta scalando in settima posizione, preceduto poi da Lando Norris, sesto. Scala undicesimo Antonio Giovinazzi, mentre non migliora la prestazione Gasly, che resta però nono.
I piloti eliminati sono Daniil Kvjat, Lance Stroll, Romain Grosjean e i due della Williams.
In Q2 i primi ad affrontare la pista sono i due della Mercedes. Entrambi i piloti optano per gomme morbide: Bottas ottiene 1'37"142, prima che Hamilton lo batta per 81 millesimi. Il primato del finlandese termina con l'arrivo di Leclerc, che ferma i cronometri sull'1'36"930. Dopo di lui arriva Vettel che, in 1'37"305, è quarto, precedendo Norris. Successivamente Max Verstappen sale in terza posizione, staccato di 159 millesimi da Leclerc; l'altro pilota della Red Bull, Albon, si piazza a nove decimi dal tempo del monegasco, dietro a Norris.
Nella parte finale della sessione migliorano ancora le due Ferrari, con Leclerc che abbassa il limite a 1'36"650, 70 millesimi davanti a Vettel, che è secondo. Terzo si classifica Hamilton, che precede Verstappen e Bottas. Vengono eliminati Sergio Pérez, Antonio Giovinazzi, Pierre Gasly, Kimi Räikkönen e Kevin Magnussen.
Nella fase finale Sebastian Vettel, con il suo primo tentativo, ottiene 1'36"437. Il pilota della Mercedes Bottas è staccato di oltre un secondo. Anche Hamilton patisce lo stesso distacco dal tedesco. Fanno meglio sia Leclerc che Verstappen, staccati di tre decimi. Albon è sesto, davanti alle due McLaren e le due Reanult. Nel secondo giro veloce Vettel non si migliora nel primo settore, come fa invece Max Verstappen, che però resta lontano dal miglior tempo del ferrarista. Meglio fa ancora Charles Leclerc, un decimo in meno del tempo ottenuto dal suo compagno di scuderia.
Vettel, dopo un errore nel secondo settore, decide di non completare il suo tentativo. Verstappen resta al terzo posto, pur avendo limato il tempo, rispetto al primo tentativo. Leclerc, invece, ottiene 1'36"217, conquistando così la testa della lista dei tempi. Hamilton ottiene il miglior tempo nel secondo settore, scalando secondo, alle spalle di Leclerc, di 191 millesimi. Vettel completa la seconda fila con Verstappen. Per Leclerc è la terza pole position consecutiva.
Al termine delle qualifiche Daniel Ricciardo, qualificatosi ottavo, viene escluso in quanto l'MGU-K della sua power unit ha superato il limite di potenza consentito, durante la Q1. Viene comunque autorizzato alla partenza da parte dei commissari.

### Risultati
Nella sessione di qualifica si è avuta questa situazione:
| Pos                         | Nº | Pilota             | Costruttore               | Q1       | Q2       | Q3       | Griglia |
| --------------------------- | -- | ------------------ | ------------------------- | -------- | -------- | -------- | ------- |
| 1                           | 16 | Charles Leclerc    | Ferrari                   | 1'38"014 | 1'36"650 | 1'36"217 | 1       |
| 2                           | 44 | Lewis Hamilton     | Mercedes                  | 1'37"565 | 1'36"933 | 1'36"408 | 2       |
| 3                           | 5  | Sebastian Vettel   | Ferrari                   | 1'38"374 | 1'36"720 | 1'36"437 | 3       |
| 4                           | 33 | Max Verstappen     | Red Bull Racing-Honda     | 1'38"540 | 1'37"089 | 1'36"813 | 4       |
| 5                           | 77 | Valtteri Bottas    | Mercedes                  | 1'37"317 | 1'37"142 | 1'37"146 | 5       |
| 6                           | 23 | Alexander Albon    | Red Bull Racing-Honda     | 1'39"106 | 1'37"865 | 1'37"411 | 6       |
| 7                           | 55 | Carlos Sainz Jr.   | McLaren-Renault           | 1'38"882 | 1'37"982 | 1'37"818 | 7       |
| 8                           | 27 | Nico Hülkenberg    | Renault                   | 1'39"001 | 1'38"580 | 1'38"264 | 8       |
| 9                           | 4  | Lando Norris       | McLaren-Renault           | 1'38"606 | 1'37"572 | 1'38"329 | 9       |
| 10                          | 11 | Sergio Pérez       | Racing Point-BWT Mercedes | 1'39"909 | 1'38"620 | N.D.     | 15      |
| 11                          | 99 | Antonio Giovinazzi | Alfa Romeo Racing-Ferrari | 1'39"272 | 1'38"697 | N.D.     | 10      |
| 12                          | 10 | Pierre Gasly       | Scuderia Toro Rosso-Honda | 1'39"085 | 1'38"699 | N.D.     | 11      |
| 13                          | 7  | Kimi Räikkönen     | Alfa Romeo Racing-Ferrari | 1'39"454 | 1'38"858 | N.D.     | 12      |
| 14                          | 20 | Kevin Magnussen    | Haas-Ferrari              | 1'39"942 | 1'39"650 | N.D.     | 13      |
| 15                          | 26 | Daniil Kvjat       | Scuderia Toro Rosso-Honda | 1'39"957 | N.D.     | N.D.     | 14      |
| 16                          | 18 | Lance Stroll       | Racing Point-BWT Mercedes | 1'39"979 | N.D.     | N.D.     | 16      |
| 17                          | 8  | Romain Grosjean    | Haas-Ferrari              | 1'40"277 | N.D.     | N.D.     | 17      |
| 18                          | 63 | George Russell     | Williams-Mercedes         | 1'40"867 | N.D.     | N.D.     | 18      |
| 19                          | 88 | Robert Kubica      | Williams-Mercedes         | 1'41"186 | N.D.     | N.D.     | 19      |
| SQ                          | 3  | Daniel Ricciardo   | Renault                   | 1'39"362 | 1'38"399 | 1'38"095 | 20      |
| Tempo limite 107%: 1'44"129 |    |                    |                           |          |          |          |         |

In grassetto sono indicate le migliori prestazioni in Q1, Q2 e Q3.

## Gara

### Resoconto
Allo spegnimento dei semafori Charles Leclerc mantiene il comando della gara, mentre l'altro pilota della Ferrari, Sebastian Vettel, cerca, senza successo, l'attacco a Lewis Hamilton. Seguono poi Max Verstappen, Valtteri Bottas, Alexander Albon e Lando Norris. Nelle retrovie c'è un contatto tra Nico Hülkenberg e Carlos Sainz Jr., con quest'ultimo che scende all'ultimo posto.
La classifica, almeno nelle prime posizioni, resta invariata per molti giri, con i piloti di testa che tengono un ritmo molto blando, al fine di conservare le gomme e il carburante. L'unico che guadagna posizioni è Daniel Ricciardo che, partito ultimo, scala fino alla decima posizione al diciottesimo giro. Un giro dopo effettuano la sosta Sebastian Vettel e Max Verstappen, che passano alle gomme dure. Seguono poi le soste di Leclerc, al ventesimo giro, e di Bottas, un giro dopo. Vettel, grazie a un giro molto veloce, riesce a stare davanti a Leclerc che così si ritrova dietro al suo compagno di squadra. Conduce così Lewis Hamilton, che precede i piloti che non hanno cambiato gli pneumatici come Antonio Giovinazzi, Pierre Gasly, Daniel Ricciardo e Lance Stroll. Alle spalle di questi c'è Sebastian Vettel, che ora è davanti anche a Verstappen, mentre Bottas è rimasto alle spalle dell'olandese.
Hamilton cerca di ritardare la sosta, sperando che le Ferrari trovino piloti più lenti davanti, che ne rallentino il ritmo. Il britannico è però costretto al pit stop al giro 26: si porta al comando Giovinazzi per la prima volta in carriera nel mondiale di Formula 1 (primo italiano in testa a una gara dopo Giancarlo Fisichella nel Gran Premio del Belgio 2009). Hamilton rientra in gara ottavo, davanti comunque a Bottas. Nel frattempo le due Ferrari hanno passato Lance Stroll. Tra il ventinovesimo e il trentunesimo giro Vettel passa Gasly, Ricciardo e Giovinazzi, portandosi al comando del gran premio. Alle sue spalle risalgono anche Leclerc e Verstappen, che si trovano ora secondo e terzo, sfruttando anche le soste ai box di quei piloti che si trovavano davanti a loro in precedenza.
Al trentacinquesimo giro la direzione di gara è costretta a inviare in pista, per la prima volta in gara, la safety car, per un contatto tra George Russell e Romain Grosjean. La gara riprende con Vettel al comando, davanti a Leclerc, Verstappen e le due Mercedes.
Alla ripartenza c'è subito un contatto tra Gasly e Stroll, con il canadese che rimedia una foratura. Pochi istanti dopo si ritira l'altro pilota della Racing Point, Sergio Pérez. La vettura rimane in traiettoria, tanto che la direzione di gara invia per la seconda volta in pista la vettura di sicurezza. Anche in questo caso la classifica, al nuovo via, rimane invariata, nelle posizioni di testa. Dietro, invece, perde velocità Kimi Räikkönen, che scende in classifica di diverse posizioni. All'inizio del giro 49 il pilota dell'Alfa Romeo va in contatto, alla prima curva, con Daniil Kvjat, finendo nella via di fuga. Entra in pista così, per la terza volta in pochi giri, la safety car.
Vettel rimane sempre al comando, riuscendo a gestire Leclerc, che si avvicina al compagno di scuderia, senza riuscire a impensierirlo. Più dietro Hamilton mette pressione a Verstappen, che però risulta imprendibile.
Sebastian Vettel vince per la cinquantatreesima e ultima volta in Formula 1, nonché per la quattordicesima ed ultima volta con la Ferrari, tornando al successo per la prima volta dal Gran Premio del Belgio 2018. Per il tedesco è anche la quinta vittoria a Singapore, due delle quali ottenute proprio con la Rossa. Per la casa di Maranello è la terza vittoria consecutiva (non accadeva dal 2008) e anche l'ottantaquattresima doppietta con il secondo posto di Charles Leclerc (l'ultima era stata ottenuta al Gran Premio d'Ungheria 2017 con lo stesso Vettel e Kimi Räikkönen). Kevin Magnussen ottiene, negli ultimi giri, il giro più veloce ma, per la prima volta da quando è stato reintrodotto il punto supplementare per il giro più rapido, esso non viene assegnato in quanto il pilota danese non giunge nei primi dieci. Sia per lui che per la scuderia a stelle e strisce, è il secondo giro veloce nel mondiale, dopo che il primo era stato conquistato nell'edizione 2018 della stessa gara.

### Risultati
I risultati del Gran Premio sono i seguenti:
| Pos | Nº | Pilota             | Costruttore               | Giri | Tempo/Ritiro               | Griglia | Punti |
| --- | -- | ------------------ | ------------------------- | ---- | -------------------------- | ------- | ----- |
| 1   | 5  | Sebastian Vettel   | Ferrari                   | 61   | 1h58'33"667                | 3       | 25    |
| 2   | 16 | Charles Leclerc    | Ferrari                   | 61   | +2"641                     | 1       | 18    |
| 3   | 33 | Max Verstappen     | Red Bull Racing-Honda     | 61   | +3"821                     | 4       | 15    |
| 4   | 44 | Lewis Hamilton     | Mercedes                  | 61   | +4"608                     | 2       | 12    |
| 5   | 77 | Valtteri Bottas    | Mercedes                  | 61   | +6"119                     | 5       | 10    |
| 6   | 23 | Alexander Albon    | Red Bull Racing-Honda     | 61   | +11"663                    | 6       | 8     |
| 7   | 4  | Lando Norris       | McLaren-Renault           | 61   | +14"769                    | 9       | 6     |
| 8   | 10 | Pierre Gasly       | Scuderia Toro Rosso-Honda | 61   | +15"547                    | 11      | 4     |
| 9   | 27 | Nico Hülkenberg    | Renault                   | 61   | +16"718                    | 8       | 2     |
| 10  | 99 | Antonio Giovinazzi | Alfa Romeo Racing-Ferrari | 61   | +27"855                    | 10      | 1     |
| 11  | 8  | Romain Grosjean    | Haas-Ferrari              | 61   | +35"436                    | 17      |       |
| 12  | 55 | Carlos Sainz Jr.   | McLaren-Renault           | 61   | +35"974                    | 7       |       |
| 13  | 18 | Lance Stroll       | Racing Point-BWT Mercedes | 61   | +36"419                    | 16      |       |
| 14  | 3  | Daniel Ricciardo   | Renault                   | 61   | +37"660                    | 20      |       |
| 15  | 26 | Daniil Kvjat       | Scuderia Toro Rosso-Honda | 61   | +38"178                    | 14      |       |
| 16  | 88 | Robert Kubica      | Williams-Mercedes         | 61   | +47"024                    | 19      |       |
| 17  | 20 | Kevin Magnussen    | Haas-Ferrari              | 61   | +1'26"522                  | 13      |       |
| Rit | 7  | Kimi Räikkönen     | Alfa Romeo Racing-Ferrari | 49   | Collisione con D. Kvjat    | 12      |       |
| Rit | 11 | Sergio Pérez       | Racing Point-BWT Mercedes | 42   | Perdita d'olio             | 15      |       |
| Rit | 63 | George Russell     | Williams-Mercedes         | 34   | Collisione con R. Grosjean | 18      |       |

## Classifiche mondiali

### Piloti
| Pos | Pilota             | Punti |
| --- | ------------------ | ----- |
| 1   | Lewis Hamilton     | 296   |
| 2   | Valtteri Bottas    | 231   |
| 3   | Charles Leclerc    | 200   |
| 4   | Max Verstappen     | 200   |
| 5   | Sebastian Vettel   | 194   |
| 6   | Pierre Gasly       | 69    |
| 7   | Carlos Sainz Jr.   | 58    |
| 8   | Alexander Albon    | 42    |
| 9   | Daniel Ricciardo   | 34    |
| 10  | Daniil Kvjat       | 33    |
| 11  | Nico Hülkenberg    | 33    |
| 12  | Lando Norris       | 31    |
| 13  | Kimi Räikkönen     | 31    |
| 14  | Sergio Pérez       | 27    |
| 15  | Lance Stroll       | 19    |
| 16  | Kevin Magnussen    | 18    |
| 17  | Romain Grosjean    | 8     |
| 18  | Antonio Giovinazzi | 4     |
| 19  | Robert Kubica      | 1     |

### Costruttori
| Pos | Costruttore               | Punti |
| --- | ------------------------- | ----- |
| 1   | Mercedes                  | 527   |
| 2   | Ferrari                   | 394   |
| 3   | Red Bull Racing-Honda     | 289   |
| 4   | McLaren-Renault           | 89    |
| 5   | Renault                   | 67    |
| 6   | Scuderia Toro Rosso-Honda | 55    |
| 7   | Racing Point-BWT Mercedes | 46    |
| 8   | Alfa Romeo Racing-Ferrari | 35    |
| 9   | Haas-Ferrari              | 26    |
| 10  | Williams-Mercedes         | 1     |

## Decisioni della FIA
Al termine della gara, i commissari decidono di penalizzare Antonio Giovinazzi di 10 secondi sul tempo di gara, per avere ignorato le indicazioni imposte dal direttore di gara e quindi di essere passato, sotto il regime di safety car, troppo vicino alla gru che stava spostando la Williams incidentata di George Russell. La sua posizione d'arrivo non cambia.
Non vengono invece presi provvedimenti per i contatti avvenuti tra Daniil Kvjat e Kimi Räikkönen e tra George Russell e Romain Grosjean, che hanno costretto il finlandese e il britannico al ritiro.